# Неуроанатомија
Неуроанатомија је проучавање структуре и организације нервног система. За разлику од животиња са радијалном симетријом, чији се нервни систем састоји од дистрибуиране мреже ћелија, животиње са билатералном симетријом имају одвојене, дефинисане нервне системе. Њихова неуроанатомија је стога боље схваћена. Код кичмењака, нервни систем је одвојен на унутрашњу структуру мозга и кичмене мождине (заједно назване централни нервни систем или ЦНС) и путеве нерава који се повезују са остатком тела (познати као периферни нервни систем или ПНС). Разграничење различитих структура и региона нервног система било је критично у истраживању како он функционише. На пример, велики део онога што су неуронаучници научили потиче од посматрања како оштећења или „лезије“ одређених подручја мозга утичу на понашање или друге неуронске функције.

## Историја
Први познати писани запис о проучавању анатомије људског мозга је древни египатски документ, папирус Едвина Смита. У старој Грчкој, интересовање за мозак почело је радом Алкмеона, који је изгледа сецирао око и повезао мозак са видом. Такође је сугерисао да је мозак, а не срце, орган који управља телом (што би стоици назвали хегемоникон) и да чула зависе од мозга.
Расправа о хегемоникону је дуго трајала међу древним грчким филозофима и лекарима. Они који су се залагали за мозак често су допринели и разумевању неуроанатомије. Херофил и Еразистрат из Александрије су били можда најутицајнији са својим студијама које су укључивале сецирање људског мозга, потврђујући разлику између великог и малог мозга, и идентификујући коморе и дура матер. Грчки лекар и филозоф Гален, такође, снажно се залагао за мозак као орган одговоран за осећај и вољно кретање, о чему сведоче његова истраживања неуроанатомије волова, берберских мајмуна и других животиња.
Културни табу сецирања људи наставио се неколико стотина година касније, што није донело већи напредак у разумевању анатомије мозга или нервног система. Међутим, папа Сикст IV је ефективно ревитализовао проучавање неуроанатомије мењајући папску политику и дозвољавајући сецирање људи. Ово је резултирало налетом нових активности уметника и научника ренесансе, као што су Мондино де Луци, Беренђарио да Карпи и Жак Дубоа, а кулминирало је радом Андреаса Весалија.
Године 1664. Томас Вилис, лекар и професор на Универзитету Оксфорд, сковао је термин неурологија када је објавио свој текст Cerebri Anatome који се сматра основом модерне неуроанатомије. Следећих триста педесет и неколико година произвело је много документације и проучавања неуронског система.

## Композиција
На нивоу ткива, нервни систем се састоји од неурона, глијалних ћелија и екстрацелуларног матрикса. И неурони и глијалне ћелије долазе у многим типовима. Неурони су ћелије нервног система које обрађују информације: они осећају наше окружење, комуницирају једни са другима путем електричних сигнала и хемикалија званих неуротрансмитери који генерално делују преко синапси (блиски контакт између два неурона или између неурона и мишићне ћелије; напомена могући су и екстрасинаптички ефекти, као и ослобађање неуротрансмитера у неурални ванћелијски простор) и производе наша сећања, мисли и покрете. Глијалне ћелије одржавају хомеостазу, производе мијелин (олигодендроците) и пружају подршку и заштиту неуронима мозга. Неке глијалне ћелије (астроцити) могу чак да пропагирају међућелијске таласе калцијума на велике удаљености као одговор на стимулацију и ослобађају глиотрансмитере као одговор на промене у концентрацији калцијума. Ожиљци од рана на мозгу углавном садрже астроците. Екстрацелуларни матрикс такође пружа подршку на молекуларном нивоу за ћелије мозга, преносећи супстанце у и из крвних судова.
На нивоу органа, нервни систем се састоји од региона мозга, као што је хипокампус код сисара или тела печурака воћне мушице. Ови региони су често модуларни и имају посебну улогу у општим системским путевима нервног система. На пример, хипокампус је кључан за формирање сећања у вези са многим другим церебралним регионима. Периферни нервни систем такође садржи аферентне или еферентне нерве, који су снопови влакана која потичу из мозга и кичмене мождине, или из сензорних или моторних врста периферних ганглија, и гранају се више пута да инервирају сваки део тела. Нерви се састоје првенствено од аксона или дендрита неурона (аксона у случају еферентних моторних влакана и дендрита у случају аферентних сензорних влакана нерава), заједно са разним мембранама које обавијају и раздвајају их у нервне фасцикле.
Нервни систем кичмењака је подељен на централни и периферни нервни систем. Централни нервни систем (ЦНС) се састоји од мозга, мрежњаче и кичмене мождине, док се периферни нервни систем (ПНС) састоји од свих нерава и ганглија (пакета периферних неурона) изван ЦНС-а који га повезују са остатак тела. ПНС се даље дели на соматски и аутономни нервни систем. Соматски нервни систем се састоји од "аферентних" неурона, који доносе сензорне информације од соматских (телесних) чулних органа у ЦНС, и "еферентних" неурона, који преносе моторичке инструкције до вољних мишића тела. Аутономни нервни систем може да ради са или без контроле ЦНС-а (због тога се и зове „аутономан“), а такође има две пододсеке, које се зову симпатички и парасимпатички, које су важне за преношење моторичких налога до основних унутрашњих органа тела, тако да контролишу функције као што су откуцаји срца, дисање, варење и лучење пљувачке. Аутономни нерви, за разлику од соматских, садрже само еферентна влакна. Сензорни сигнали који долазе из тока унутрашњих органа у ЦНС преко соматских сензорних нерава (нпр. висцерални бол) или преко неких одређених кранијалних нерава (нпр. хемоосетљиви или механички сигнали).

## Оријентација у неуроанатомији
У анатомији уопште и неуроанатомији посебно, неколико скупова топографских термина се користи за означавање оријентације и локације, који се генерално односе на осовину тела или мозга. Оса ЦНС-а се често погрешно претпоставља да је мање-више равна, али она заправо увек показује две вентралне флексуре (цервикална и цефалична флексура) и дорзалну флексуру (понтинска флексура), а све због диференцијалног раста током ембриогенезе. Парови термина који се најчешће користе у неуроанатомији су:
- Дорзално и вентрално: дорзално се лабаво односи на горњу страну, представљену кровном плочом мозга, а вентрално на доњу или доњу страну, представљену подном плочом. Ови дескриптори су првобитно коришћени за дорзум и вентрум – леђа и стомак – тела; стомак већине животиња је оријентисан према земљи; усправно држање људи поставља наш вентрални аспект напред, а дорзални аспект постаје задњи. Случај главе и мозга је особен, јер се стомак не протеже правилно у главу, осим ако претпоставимо да уста представљају проширени трбушни елемент. Стога, у уобичајеној употреби, они делови мозга који леже близу основе лобање, а кроз њу до усне дупље, називају се вентралним – тј. на његовом дну или доњој страни, како је горе дефинисано – док су дорзални делови ближи затварајући свод лобање. Позивање на кровне и подне плоче мозга је мање склоно забуни, такође нам омогућава да пазимо на аксијалне флексуре које су горе поменуте. Дорзални и вентрални су стога релативни појмови у мозгу, чије тачно значење зависи од специфичне локације.
- Рострални и каудални: рострални се у општој анатомији односи на предњи део тела (према носу, или рострум на латинском), а каудални се односи на репни крај тела (према репу; кауда на латинском). Рострокаудална димензија мозга одговара његовој дужини, која се протеже преко наведених флексура од каудалног врха кичмене мождине у рострални крај отприлике на оптичкој хијазми. Код усправног човека, термини усмерени „супериорни“ и „инфериорни“ се у суштини односе на ову рострокаудалну димензију, јер су наше тело и осе мозга отприлике вертикално оријентисане у усправном положају. Међутим, сви кичмењаци развијају веома изражен вентрални прегиб у неуралној цеви који се још увек може открити у централном нервном систему одраслих, познат као цефалична флексура. Потоњи савија рострални део ЦНС-а под углом од 180 степени у односу на каудални део, на прелазу између предњег мозга (оса која се завршава рострално на оптичкој хијазми) и можданог стабла и кичмене мождине (оса приближно вертикална, али укључује додатне мањи прегиби на мосту и цервикалним флексурама) Ове флексурне промене у аксијалној димензији су проблематичне када се покушава описати релативни положај и равни пресека у мозгу. Постоји обилна литература која погрешно занемарује аксијалне флексуре и претпоставља релативно равну осу мозга.

- Медијално и бочно: медијално се односи на то да сте близу, или релативно ближе, средњој линији (дескриптор медијана означава позицију тачно на средњој линији). Латерално је супротно (позиција мање или више одвојена од средње линије).

Уобичајени термини за равни оријентације или равни пресека у неуроанатомији су "сагитални", "попречни" или "коронални" и "аксијални" или "хоризонтални". И у овом случају, ситуација је другачија за пливајуће, пузајуће или четвороножне (склоне) животиње него за човека, или друге усправне врсте, због промењеног положаја осе. Због аксијалних можданих флексура, ниједна раван пресека никада не постиже потпуну серију пресека у одабраној равни, јер неки пресеци неизбежно резултирају косим или чак окомитим сечењем на њу, док пролазе кроз флексуре. Искуство омогућава да се разазнају делови који се исеку по жељи.
- Средња сагитална раван дели тело и мозак на леву и десну половину; сагитални пресеци, генерално, паралелни су овој средњој равни, крећући се дуж медијално-латералне димензије (погледајте слику изнад). Израз сагитални етимолошки се односи на средњи шав између десне и леве паријеталне кости лобање, познат класично као сагитални шав, јер изгледа отприлике као стрела својим спојем са другим шавовима (сагитта; стрелица на латинском).
- Раван пресека ортогонална на осу било ког издуженог облика у принципу се сматра попречном (нпр. попречни пресек прста или кичменог стуба); ако нема дужинске осе, не постоји начин да се дефинишу такви пресеци, или постоје бесконачне могућности. Дакле, попречни пресеци тела кичмењака су паралелни са ребрима, која су ортогонална у односу на кичмени стуб, који представља осовину тела и код животиња и код човека. Мозак такође има интринзичну уздужну осу – ону примордијалне издужене неуралне цеви – која постаје углавном вертикална са усправним положајем човека, слично као и оса тела, осим на његовом ростралном крају, као што је коментарисано горе. Ово објашњава да су попречни делови кичмене мождине отприлике паралелни са нашим ребрима, или са тлом. Међутим, ово важи само за кичмену мождину и мождано стабло, пошто се крај предњег мозга неуралне осе током ране морфогенезе савија као кривуда у хијазматични хипоталамус, где се завршава; сходно томе се мења и оријентација правих попречних пресека, и више није паралелна са ребрима и тлом, већ окомита на њих; недостатак свести о овој морфолошкој специфичности мозга (присутан у свим мозговима кичмењака без изузетака) је изазвао и још увек изазива много погрешног размишљања о деловима мозга предњег мозга. Признајући сингуларност ростралних попречних пресека, традиција је за њих увела другачији дескриптор, односно круничне пресеке. Коронални делови деле предњи мозак од ростралног (предњег) до каудалног (позади), формирајући серију ортогонално (попречно) на локалну савијену осу. Концепт се не може смислено применити на мождано стабло и кичмену мождину, пошто тамо коронални делови постају хоризонтални у односу на аксијалну димензију, будући да су паралелни са осом. У сваком случају, концепт 'короналних' пресека је мање прецизан од концепта 'попречних', пошто се често користе равни короналног пресека које нису заиста ортогоналне у односу на рострални крај мождане осе. Термин је етимолошки везан за крунични шав лобање и то за положај на коме се носе круне (латински цорона значи круна). Није јасно на коју се круну првобитно мислило (можда само на дијадему), а то нажалост доводи до нејасноћа у равни пресека која је дефинисана само као крунска.
- Коронална раван преко људске главе и мозга модерно је замишљена да буде паралелна са лицем (раван у којој се краљева круна налази на његовој глави није баш паралелна са лицем, а извоз концепта на мање фронтално обдарене животиње од нас је очигледно још конфликтнији, али постоји имплицитна референца на коронални шав лобање, који се формира између фронталне и темпоралне/темене кости, дајући неку врсту дијадемске конфигурације која је отприлике паралелна са лицем). Короналне равни пресека се стога у суштини односе само на главу и мозак, где дијадема има смисла, а не на врат и тело испод.
- Хоризонтални пресеци по дефиницији су поравнати (паралелно) са хоризонтом. Код пливачких, пузајућих и четвороножних животиња сама оса тела је хоризонтална, тако да се хоризонтални делови протежу дуж дужине кичмене мождине, одвајајући трбушни од дорзалних делова. Хоризонтални пресеци су ортогонални и на попречни и на сагитални пресеци, и у теорији, паралелни су са дужином осе. Због аксијалног савијања мозга (предњег мозга), прави хоризонтални пресеци у том региону су ортогонални на короналне (попречне) пресеке (као и хоризонт у односу на лице).

Према овим разматрањима, три правца простора су представљена управо сагиталном, трансверзалном и хоризонталном равнином, док коронални пресеци могу бити попречни, коси или хоризонтални, у зависности од тога како се односе на осовину мозга и њене инцурвације.